# Pejë (regio)
Pejë (Albanees: Rajoni i Pejës  ; Servisch: Region Peci) is een van de zeven statistische regio's waarin Kosovo verdeeld is. De regio heeft een geschatte bevolking van 170.000 inwoners.

## Gemeenten
De regio Pejë bestaat uit de volgende gemeenten:
- Pejë
- Istog
- Klinë
- Deçan

Mitrovicë/ Mitrovica · Prishtinë/Priština · Gjilan/Gnjilane · Pejë/Peć · Gjakovë/Đakovica · Prizren/Prizren · Ferizaj/Uroševac